# Sungir
Sungir (russisk: Сунгирь) er et udgravningssted i Rusland med fund fra den ældste stenalder, hvor der er gjort nogle af de ældste fund af det moderne Homo sapiens i Eurasien. Sungir ligger i Vladimir oblast tohunderede km øst for Moskva, i udkanten af byen Vladimir, nær floden Kljazma. Fundene er ved hjælp af kulstofanalyse dateret til at være fra mellem 32.050 og 28.550 f.v.t. Fund af pollen sammenholdt med viden fra iskerner fra indlandsisen
 tyder på, at det mest sandsynlige tidspunkt en periode mellem det 305. og 301. århundrede f.v.t.
Det er på bopladsen fundet fire gravsteder: Resterne af en ældre mand og to pubertære drenge er særlig velbevarede. Herudver er fundet et kranium og to fragmenter af lårbensknogler samt to skeletter udenfor bopladsen uden nogle kulturelle spor.

## Historie
Det arkæologiske område blev opdaget i 1955, da lokale gravede efter ler. Der er siden foretaget omfattende udgravninger af arkæologer fra Sovjetunionen og Rusland samt fra Groningen Universitet, Oxford University og University of Arizona. 

## Gravfund
Grav 1 og 2 er betegnet som "de mest spektakulære" blandt gravfund fra den europæiske jægerkultur gravettien. Den voksne mand blev begravet i det, der betegnes som grav 1 og de to pubertære drenge i grav 2 (anslået til ca. 10 og 13 år gamle) placeret med hovederne mod hinanen med en lårbensknogle fra en voksen person fyldt med rød okker. De tre personer, der var begravet i Sungir, var alle begravet kunstfærdigt gravgods, der omfattede elfenbenperler smykker, tøj og spyd. Der blev fundet mere end 13.000 perler. Rød okker, et vigtigt rituelt materiale forbundet med begravelser på dette tidspunkt, dækkede begravelserne.
De to store drenge anses som værende en dobbeltbegravelse med et rituelt formål, måligvis en ofring. Fundet af næsten komplette skeletter fra den pågældende periode er sjælden og indikerer en høj social status af de begravede. Fundet er et af de tidligste eksempler på rituel begravelse.
Fundene opbevares på Institut for Etnologi og Antropologi i Moskva.

## DNA-undersøgelser
Det lykkedees i 2017 forskere at skaffe DNA-sekvenser fra Sungir 1, 2 og 3 og fra lårbensknoglen (Sungir 4). Alle fund viste sig at være af hankøn. I modsætning til, hvad man havde formodet, var ingen af fundene i tæt familie. DNA-analyserve viser, at fundene var genetisk tæt på andre fund fra samme periode, bl.a. fund i udgravningen Kostenki nær floden Don i det sydlige Rusland og i udgravningen Dolní Věstonice i det nuværende Tjekkiet.

## Littertur og kilder
- Upper Palaeolithic Site Sungir (graves and environment) (Posdnepaleolitischeskoje posselenije Sungir), ed. by N.O. Bader, Y.A. Lavrushin. Moscow: Scientific World. 1998.
- Homo Sungirensis. Upper Palaeolithic man: ecological and evolutionary aspects of the investigation, ed. by T.I. Alexeeva, N.O. Bader, A.P. Buzhilova, M.V. Kozlovskaya, M.B. Mednikova. Moscow: Scientific World, 2000.
- The People of Sunghir. Burials, Bodies, and Behavior in the Earlier Upper Paleolithic., Erik Trinkaus, Alexandra P. Buzhilova, Maria B. Mednikova, Maria V. Dobrovolskaya. Oxford University Press, New York 2014